# Jimmy Conrad
Jimmy Conrad (Arcadia, 12 febbraio 1977) è un ex calciatore statunitense, di ruolo difensore.

## Palmarès

### Club

#### Competizioni nazionali
- Campionato MLS: 1

S. J. Earthquakes: 2001
- Lamar Hunt U.S. Open Cup: 1

K.C. Wizards: 2010

### Nazionale
- Gold Cup: 1

USA 2005